# Jordan Pickford
Jordan Lee Pickford (Washington, 7 marzo 1994) è un calciatore inglese, portiere dell'Everton e della nazionale inglese, con cui è stato vicecampione d'Europa nel 2021 e nel 2024.

## Biografia
Pickford è nato a Washington, nel Tyne and Wear, dove ha frequentato la St Robert of Newminster Catholic School. Figlio di Susan e Lee Pickford, ha un fratello maggiore di nome Richard, il padre scelse di cambiare il cognome della famiglia in "Pickford". È cresciuto tifando la sua squadra di calcio locale, il Sunderland.
Pickford nel 2020 ha sposato la moglie Megan Davison conosciuta quando frequentava la scuola cattolica, i due hanno avuto un figlio nato nel 2019 di nome Arlo, e in seguito, nel 2023, avranno una figlia di nome Ostara.

## Caratteristiche tecniche
È un portiere dotato di buone qualità tecniche e atletiche e molto reattivo, qualità che gli ha permesso di essere abile nel parare i rigori. È dotato anche di buone capacità nel calciare.
Detiene, con 725 minuti consecutivi senza subire gol, la striscia di imbattibilità più lunga nella storia della propria nazionale, superando il precedente record di 721 minuti di Gordon Banks.

## Carriera

### Club

#### Darlington e Alfreton Town
Cresciuto nel settore giovanile del Sunderland, inizia la propria carriera nelle serie minori del campionato inglese con vari prestiti, nel 2012 gioca nella quinta divisione con la squadra del Darlington, Pickford non partecipa a nessuna vittoria, infatti le partite da lui giocate si concludono con un bilancio di sei pareggi e undici sconfitte. Invece nel 2013 gioca con l'Alfreton Town, esordisce nella vittoria per 5-1 contro l'Hyde United, inoltre con un suo rinvio fornisce al proprio compagno di squadra Nathan Arnold l'assist con cui quest'ultimo segna la rete del 3-0 battendo il Tamworth.

#### Burton Albion e Carlisle Utd
Gioca nella quarta divisione vestendo la maglia del Burton Albion nel 2013, durante il campionato gioca 12 partite, l'ultima con una sconfitta per 2-0 contro il Dagenham & Redbridge, inoltre per la prima volta esordisce nell'EFL Cup nella vittoria per 2-1 ai danni dello Sheffield United. Passa poi nella terza divisione, militando nel 2014 nella squadra del Carlisle Utd, gioca in tutto 18 partite, partecipando a sole tre vittorie: nel successo per 1-0 contro il Bradford City e il Swindon Town, oltre che nella vittoria per 2-1 contro il Coventry City.

#### Bradford City e Preston N.E.
Gioca come portiere titolare del Bradford City nella stagione 2014-2015 della League One dove ottiene la sua prima espulsione in una partita, nel primo tempo nella sconfitta per 2-1 contro il Rochdale, viene espulso nuovamente (sempre nella stessa edizione) nel pareggio per 2-2 contro il Port Vale; conclude la stagione con la vittoria per 1-0 battendo il Crawley Town. Debutta nella seconda divisione, con la nell'edizione 2015-2016 del campionato con il Preston N.E., è riuscito a mantenere la porta inviolata in dodici partite. Durante la EFL Cup la sua squadra batte per 1-0 il Watfortd, club di prima divisione.

#### Sunderland
Nel 2016 fa ritorno al Sunderland, venendo promosso in prima squadra, esordisce il 9 gennaio durante la partita di FA Cup persa per 3-1 contro l'Arsenal. Si segnala tra le rivelazioni della Premier League nella stagione 2016-2017 la prima partita di campionato per Pickford vede come avversario il Southampton nel pareggio per 1-1, la sua prima vittoria nella massima serie inglese è contro il Bournemouth, vincendo per 2-1. La sua ultima partita con il Sunderland finisce con una sconfitta nella giornata conclusiva di campionato perdendo per 5-1 contro il Chelsea.

#### Everton
Nell'estate 2017 viene acquistato dall'Everton per 25 milioni di sterline, cifra che lo ha reso per un breve periodo il portiere più costoso nella storia del calcio britannico. Debutta durante le qualificazioni per l'Europa League nella vittoria per 1-0 contro il Ružomberok. Nella Premier League gioca la sua prima partita con l'Everton nella vittoria contro lo Stoke City con il match che si conclude con il risultato di 1-0, para il suo primo rigore nel campionato inglese nella vittoria per 4-0 contro il West Ham dove sia Pickford che il portiere avversario Wayne Rooney riescono a parare un tiro dagli undici metri durante la partita.

### Nazionale

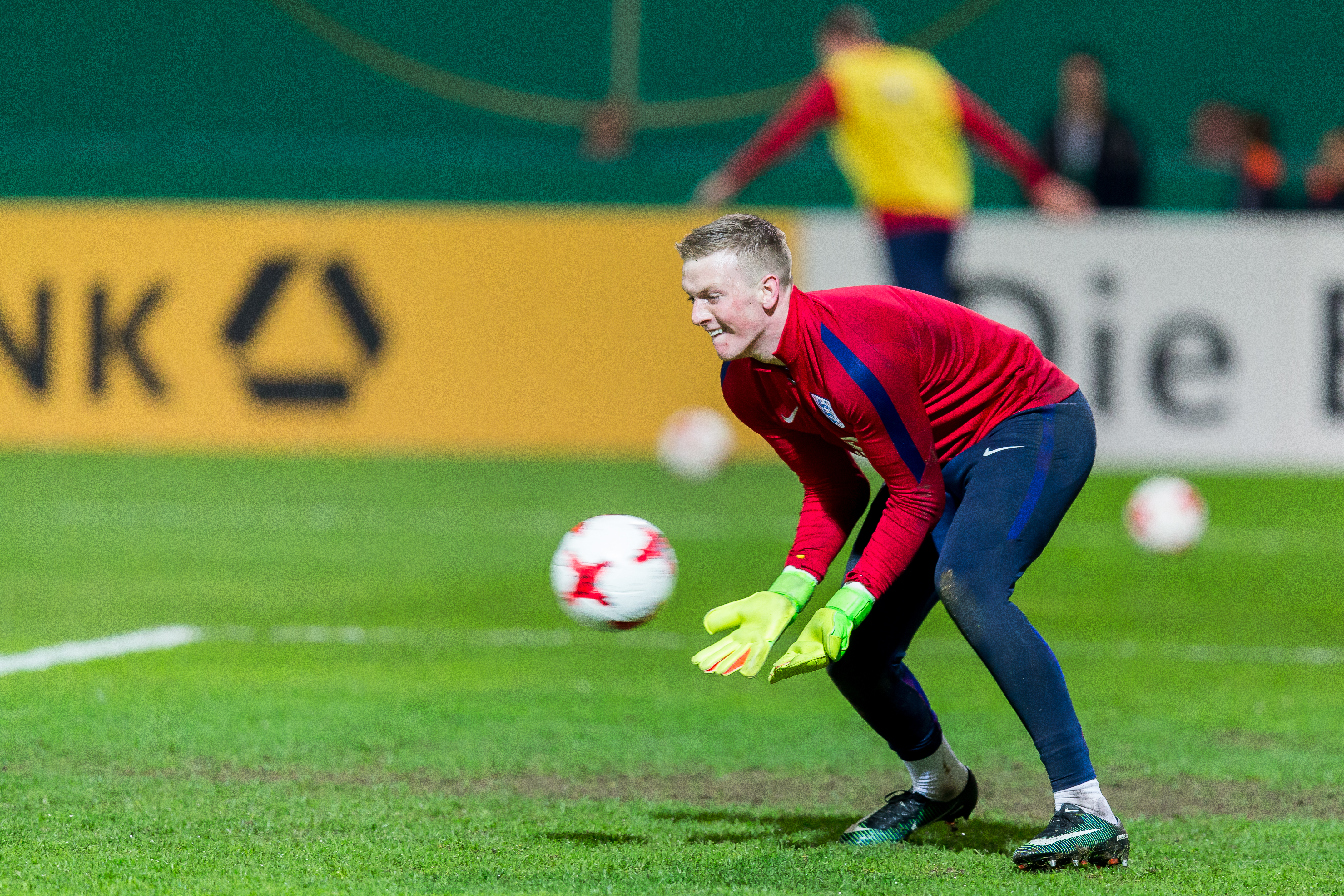
Pickford in allenamento con la nazionale Under-21 inglese nel 2017

Ha compiuto l'intera trafila giovanile nelle rappresentative inglesi, con la nazionale Under-17 ha partecipato al mondiale giovanile Messico 2011, durante gli ottavi di finale contro l'Argentina la partita si conclude per 1-1 e successivamente l'Inghilterra vince ai rigori per 4-2, Pickford è determinante avendo parato i tiri dal dischetto di Gaspar Iñíguez e Agustín Allione. Il suo percorso nelle nazionali giovanili è culminato con la vittoria al Torneo di Tolone nel 2016 con l'Under-21.
Lanciato dal CT Gareth Southgate in Nazionale maggiore nell'autunno 2017, il 10 novembre debutta nel pareggio a reti inviolate contro la Germania per 0-0 in amichevole, diviene titolare a scapito di Hart partecipando ai Mondiali 2018. Negli ottavi di finale del torneo risulta decisivo per l'affermazione ai rigori per 4-3 sulla Colombia, neutralizzando i tentativi di Uribe e Bacca; gli inglesi chiudono poi la manifestazione al quarto posto, col giovane portiere segnalatosi tra le sorprese.
È inoltre titolare dei Leoni in UEFA Nations League, contribuendo al terzo posto della squadra, raggiunto dopo aver battuto per 6-5 la Svizzera dal dischetto, Pickford para infatti l'ultimo tiro calciato da Josip Drmić. Al termine del torneo viene inserito nella formazione ideale del torneo e viene inoltre premiato come miglior portiere della fase finale.
Convocato per Euro 2020, è titolare anche in questa rassegna, dove gli inglesi si piazzano secondi, perdendo ai rigori contro l'Italia (dopo l'1-1 dei supplementari), nonostante Pickford neutralizzi i tiri dagli undici metri di Andrea Belotti e Jorginho.
È titolare anche nell'edizione 2024 dell'Europeo, nei quarti di finale contro la Svizzera vince per 5-3 ai calci di rigore dove Pickford para il tiro di Manuel Akanji, ancora una volta però l'Inghilterra manca la vittoria alla finale, infatti ha evitato la sconfitta per tutto il tornei fino all'ultima partita dove si arrende contro la Spagna per 2-1, Pickford subisce le reti di Nico Williams e Mikel Oyarzabal nel secondo tempo.

## Statistiche

### Presenze e reti nei club
Statistiche aggiornate al 18 agosto 2025
| Stagione          | Squadra           | Campionato        | Campionato | Campionato | Coppe nazionali | Coppe nazionali | Coppe nazionali | Coppe continentali | Coppe continentali | Coppe continentali | Altre coppe | Altre coppe | Altre coppe | Totale | Totale |
| Stagione          | Squadra           | Comp              | Pres       | Reti       | Comp            | Pres            | Reti            | Comp               | Pres               | Reti               | Comp        | Pres        | Reti        | Pres   | Reti   |
| ----------------- | ----------------- | ----------------- | ---------- | ---------- | --------------- | --------------- | --------------- | ------------------ | ------------------ | ------------------ | ----------- | ----------- | ----------- | ------ | ------ |
| 2011-gen. 2012    | Sunderland        | PL                | 0          | 0          | FACup+CdL       | 0+0             | 0               | -                  | -                  | -                  | -           | -           | -           | 0      | 0      |
| gen.-giu. 2012    | Darlington        | NL                | 17         | -39        | FACup           | 0               | 0               | -                  | -                  | -                  | -           | -           | -           | 17     | -39    |
| 2012-gen. 2013    | Sunderland        | PL                | 0          | 0          | FACup+CdL       | 0+0             | 0               | -                  | -                  | -                  | -           | -           | -           | 0      | 0      |
| gen.-giu. 2013    | Alfreton Town     | NL                | 12         | -12        | FACup           | 0               | 0               | -                  | -                  | -                  | -           | -           | -           | 12     | -12    |
| 2013-gen. 2014    | Burton Albion     | FL2               | 12         | -14        | FACup+CdL       | 0+1             | -1              | -                  | -                  | -                  | FLT         | -           | -           | 13     | -15    |
| feb.-giu. 2014    | Carlisle Utd      | FL1               | 18         | -27        | FACup+CdL       | 0+0             | 0               | -                  | -                  | -                  | FLT         | -           | -           | 18     | -27    |
| 2014-2015         | Bradford City     | FL2               | 33         | -36        | FACup+CdL       | 0+1             | -1              | -                  | -                  | -                  | FLT         | -           | -           | 34     | -37    |
| 2015-gen. 2016    | Preston N.E.      | FLC               | 24         | -20        | FACup+CdL       | 0+3             | -3              | -                  | -                  | -                  | -           | -           | -           | 27     | -23    |
| gen.-giu. 2016    | Sunderland        | PL                | 2          | -6         | FACup+CdL       | 1+0             | -3              | -                  | -                  | -                  | -           | -           | -           | 3      | -9     |
| 2016-2017         | Sunderland        | PL                | 29         | -50        | FACup+CdL       | 0+3             | -2              | -                  | -                  | -                  | -           | -           | -           | 32     | -52    |
| Totale Sunderland | Totale Sunderland | Totale Sunderland | 31         | -56        |                 | 4               | -5              |                    | -                  | -                  |             | -           | -           | 35     | -61    |
| 2017-2018         | Everton           | PL                | 38         | -58        | FACup+CdL       | 1+1             | -1 + -1         | UEL                | 6                  | -8                 | -           | -           | -           | 46     | -68    |
| 2018-2019         | Everton           | PL                | 38         | -46        | FACup+CdL       | 2+0             | -4              | -                  | -                  | -                  | -           | -           | -           | 40     | -50    |
| 2019-2020         | Everton           | PL                | 38         | -56        | FACup+CdL       | 1+4             | -1 + -4         | -                  | -                  | -                  | -           | -           | -           | 43     | -61    |
| 2020-2021         | Everton           | PL                | 31         | -39        | FACup+CdL       | 0+2             | -3              | -                  | -                  | -                  | -           | -           | -           | 33     | -42    |
| 2021-2022         | Everton           | PL                | 35         | -58        | FACup+CdL       | 2+0             | -5              | -                  | -                  | -                  | -           | -           | -           | 37     | -63    |
| 2022-2023         | Everton           | PL                | 37         | -57        | FACup+CdL       | 1+0             | -3              | -                  | -                  | -                  | -           | -           | -           | 38     | -60    |
| 2023-2024         | Everton           | PL                | 38         | -51        | FACup+CdL       | 0+4             | -3              | -                  | -                  | -                  | -           | -           | -           | 42     | -40    |
| 2024-2025         | Everton           | PL                | 38         | -44        | FACup+CdL       | 1+1             | -2+0            | -                  | -                  | -                  | -           | -           | -           | 40     | -46    |
| 2025-2026         | Everton           | PL                | 1          | -1         | FACup+CdL       | 0+0             | 0+0             | -                  | -                  | -                  | -           | -           | -           | 1      | -1     |
| Totale Everton    | Totale Everton    | Totale Everton    | 294        | -410       |                 | 20              | -27             |                    | 6                  | -8                 |             | -           | -           | 320    | -445   |
| Totale carriera   | Totale carriera   | Totale carriera   | 441        | -614       |                 | 29              | -37             |                    | 6                  | -8                 |             | -           | -           | 476    | -659   |

### Cronologia presenze e reti in nazionale
| Cronologia completa delle presenze e delle reti in nazionale ― Inghilterra | Cronologia completa delle presenze e delle reti in nazionale ― Inghilterra | Cronologia completa delle presenze e delle reti in nazionale ― Inghilterra | Cronologia completa delle presenze e delle reti in nazionale ― Inghilterra | Cronologia completa delle presenze e delle reti in nazionale ― Inghilterra | Cronologia completa delle presenze e delle reti in nazionale ― Inghilterra | Cronologia completa delle presenze e delle reti in nazionale ― Inghilterra | Cronologia completa delle presenze e delle reti in nazionale ― Inghilterra |
| Data                                                                       | Città                                                                      | In casa                                                                    | Risultato                                                                  | Ospiti                                                                     | Competizione                                                               | Reti                                                                       | Note                                                                       |
| -------------------------------------------------------------------------- | -------------------------------------------------------------------------- | -------------------------------------------------------------------------- | -------------------------------------------------------------------------- | -------------------------------------------------------------------------- | -------------------------------------------------------------------------- | -------------------------------------------------------------------------- | -------------------------------------------------------------------------- |
| 11-11-2017                                                                 | Londra                                                                     | Inghilterra                                                                | 0 – 0                                                                      | Germania                                                                   | Amichevole                                                                 | -                                                                          |                                                                            |
| 23-3-2018                                                                  | Amsterdam                                                                  | Paesi Bassi                                                                | 0 – 1                                                                      | Inghilterra                                                                | Amichevole                                                                 | -                                                                          |                                                                            |
| 2-6-2018                                                                   | Londra                                                                     | Inghilterra                                                                | 2 – 1                                                                      | Nigeria                                                                    | Amichevole                                                                 | -1                                                                         |                                                                            |
| 18-6-2018                                                                  | Volgograd                                                                  | Tunisia                                                                    | 1 – 2                                                                      | Inghilterra                                                                | Mondiali 2018 - 1º turno                                                   | -1                                                                         |                                                                            |
| 24-6-2018                                                                  | Nižnij Novgorod                                                            | Inghilterra                                                                | 6 – 1                                                                      | Panama                                                                     | Mondiali 2018 - 1º turno                                                   | -1                                                                         |                                                                            |
| 28-6-2018                                                                  | Kaliningrad                                                                | Inghilterra                                                                | 0 – 1                                                                      | Belgio                                                                     | Mondiali 2018 - 1º turno                                                   | -1                                                                         |                                                                            |
| 3-7-2018                                                                   | Tušino                                                                     | Colombia                                                                   | 1 – 1 dts (3 – 4 dtr)                                                      | Inghilterra                                                                | Mondiali 2018 - Ottavi di finale                                           | -1                                                                         |                                                                            |
| 7-7-2018                                                                   | Samara                                                                     | Svezia                                                                     | 0 – 2                                                                      | Inghilterra                                                                | Mondiali 2018 - Quarti di finale                                           | -                                                                          |                                                                            |
| 11-7-2018                                                                  | Mosca                                                                      | Croazia                                                                    | 2 – 1 dts                                                                  | Inghilterra                                                                | Mondiali 2018 - Semifinale                                                 | -2                                                                         |                                                                            |
| 14-7-2018                                                                  | San Pietroburgo                                                            | Belgio                                                                     | 2 – 0                                                                      | Inghilterra                                                                | Mondiali 2018 - Finale 3º posto                                            | -2                                                                         | [ 26 ]                                                                     |
| 8-9-2018                                                                   | Londra                                                                     | Inghilterra                                                                | 1 – 2                                                                      | Spagna                                                                     | UEFA Nations League 2018-2019 - 1º turno                                   | -2                                                                         |                                                                            |
| 12-10-2018                                                                 | Fiume                                                                      | Croazia                                                                    | 0 – 0                                                                      | Inghilterra                                                                | UEFA Nations League 2018-2019 - 1º turno                                   | -                                                                          |                                                                            |
| 15-10-2018                                                                 | Siviglia                                                                   | Spagna                                                                     | 2 – 3                                                                      | Inghilterra                                                                | UEFA Nations League 2018-2019 - 1º turno                                   | -2                                                                         |                                                                            |
| 15-11-2018                                                                 | Londra                                                                     | Inghilterra                                                                | 3 – 0                                                                      | Stati Uniti                                                                | Amichevole                                                                 | -                                                                          | 46’                                                                        |
| 18-11-2018                                                                 | Londra                                                                     | Inghilterra                                                                | 2 – 1                                                                      | Croazia                                                                    | UEFA Nations League 2018-2019 - 1º turno                                   | -1                                                                         |                                                                            |
| 22-3-2019                                                                  | Londra                                                                     | Inghilterra                                                                | 5 – 0                                                                      | Rep. Ceca                                                                  | Qual. Euro 2020                                                            | -                                                                          |                                                                            |
| 25-3-2019                                                                  | Podgorica                                                                  | Montenegro                                                                 | 1 – 5                                                                      | Inghilterra                                                                | Qual. Euro 2020                                                            | -1                                                                         |                                                                            |
| 6-6-2019                                                                   | Guimarães                                                                  | Paesi Bassi                                                                | 3 – 1 dts                                                                  | Inghilterra                                                                | UEFA Nations League 2018-2019 - Semifinale                                 | -3                                                                         |                                                                            |
| 9-6-2019                                                                   | Guimarães                                                                  | Svizzera                                                                   | 0 – 0 dts (5 – 6 dtr)                                                      | Inghilterra                                                                | UEFA Nations League 2018-2019 - Finale 3º posto                            | -                                                                          | [ 27 ]                                                                     |
| 7-9-2019                                                                   | Londra                                                                     | Inghilterra                                                                | 4 – 0                                                                      | Bulgaria                                                                   | Qual. Euro 2020                                                            | -                                                                          |                                                                            |
| 10-9-2019                                                                  | Southampton                                                                | Inghilterra                                                                | 5 – 3                                                                      | Kosovo                                                                     | Qual. Euro 2020                                                            | -3                                                                         |                                                                            |
| 11-10-2019                                                                 | Praga                                                                      | Rep. Ceca                                                                  | 2 – 1                                                                      | Inghilterra                                                                | Qual. Euro 2020                                                            | -2                                                                         |                                                                            |
| 14-10-2019                                                                 | Sofia                                                                      | Bulgaria                                                                   | 0 – 6                                                                      | Inghilterra                                                                | Qual. Euro 2020                                                            | -                                                                          |                                                                            |
| 14-11-2019                                                                 | Londra                                                                     | Inghilterra                                                                | 7 – 0                                                                      | Montenegro                                                                 | Qual. Euro 2020                                                            | -                                                                          |                                                                            |
| 5-9-2020                                                                   | Reykjavík                                                                  | Islanda                                                                    | 0 – 1                                                                      | Inghilterra                                                                | UEFA Nations League 2020-2021 - 1º turno                                   | -                                                                          |                                                                            |
| 8-9-2020                                                                   | Copenaghen                                                                 | Danimarca                                                                  | 0 – 0                                                                      | Inghilterra                                                                | UEFA Nations League 2020-2021 - 1º turno                                   | -                                                                          |                                                                            |
| 11-10-2020                                                                 | Londra                                                                     | Inghilterra                                                                | 2 – 1                                                                      | Belgio                                                                     | UEFA Nations League 2020-2021 - 1º turno                                   | -1                                                                         |                                                                            |
| 14-10-2020                                                                 | Londra                                                                     | Inghilterra                                                                | 0 – 1                                                                      | Danimarca                                                                  | UEFA Nations League 2020-2021 - 1º turno                                   | -1                                                                         |                                                                            |
| 15-11-2020                                                                 | Lovanio                                                                    | Belgio                                                                     | 2 – 0                                                                      | Inghilterra                                                                | UEFA Nations League 2020-2021 - 1º turno                                   | -2                                                                         |                                                                            |
| 18-11-2020                                                                 | Londra                                                                     | Inghilterra                                                                | 4 – 0                                                                      | Islanda                                                                    | UEFA Nations League 2020-2021 - 1º turno                                   | -                                                                          |                                                                            |
| 2-6-2021                                                                   | Middlesbrough                                                              | Inghilterra                                                                | 1 – 0                                                                      | Austria                                                                    | Amichevole                                                                 | -                                                                          |                                                                            |
| 13-6-2021                                                                  | Londra                                                                     | Inghilterra                                                                | 1 – 0                                                                      | Croazia                                                                    | Euro 2020 - 1º turno                                                       | -                                                                          |                                                                            |
| 18-6-2021                                                                  | Londra                                                                     | Inghilterra                                                                | 0 – 0                                                                      | Scozia                                                                     | Euro 2020 - 1º turno                                                       | -                                                                          |                                                                            |
| 22-6-2021                                                                  | Londra                                                                     | Rep. Ceca                                                                  | 0 – 1                                                                      | Inghilterra                                                                | Euro 2020 - 1º turno                                                       | -                                                                          |                                                                            |
| 29-6-2021                                                                  | Londra                                                                     | Inghilterra                                                                | 2 – 0                                                                      | Germania                                                                   | Euro 2020 - Ottavi di finale                                               | -                                                                          |                                                                            |
| 3-7-2021                                                                   | Roma                                                                       | Ucraina                                                                    | 0 – 4                                                                      | Inghilterra                                                                | Euro 2020 - Quarti di finale                                               | -                                                                          |                                                                            |
| 7-7-2021                                                                   | Londra                                                                     | Inghilterra                                                                | 2 – 1 dts                                                                  | Danimarca                                                                  | Euro 2020 - Semifinale                                                     | -1                                                                         |                                                                            |
| 11-7-2021                                                                  | Londra                                                                     | Italia                                                                     | 1 – 1 dts (3 – 2 dtr)                                                      | Inghilterra                                                                | Euro 2020 - Finale                                                         | -1                                                                         |                                                                            |
| 2-9-2021                                                                   | Budapest                                                                   | Ungheria                                                                   | 0 – 4                                                                      | Inghilterra                                                                | Qual. Mondiali 2022                                                        | -                                                                          |                                                                            |
| 8-9-2021                                                                   | Varsavia                                                                   | Polonia                                                                    | 1 – 1                                                                      | Inghilterra                                                                | Qual. Mondiali 2022                                                        | -1                                                                         |                                                                            |
| 12-10-2021                                                                 | Londra                                                                     | Inghilterra                                                                | 1 – 1                                                                      | Ungheria                                                                   | Qual. Mondiali 2022                                                        | -1                                                                         |                                                                            |
| 12-11-2021                                                                 | Londra                                                                     | Inghilterra                                                                | 5 – 0                                                                      | Albania                                                                    | Qual. Mondiali 2022                                                        | -                                                                          |                                                                            |
| 26-3-2022                                                                  | Londra                                                                     | Inghilterra                                                                | 2 – 1                                                                      | Svizzera                                                                   | Amichevole                                                                 | -1                                                                         |                                                                            |
| 4-6-2022                                                                   | Budapest                                                                   | Ungheria                                                                   | 1 – 0                                                                      | Inghilterra                                                                | UEFA Nations League 2022-2023 - 1º turno                                   | -1                                                                         |                                                                            |
| 7-6-2022                                                                   | Monaco di Baviera                                                          | Germania                                                                   | 1 – 1                                                                      | Inghilterra                                                                | UEFA Nations League 2022-2023 - 1º turno                                   | -1                                                                         |                                                                            |
| 21-11-2022                                                                 | Al Rayyan                                                                  | Inghilterra                                                                | 6 – 2                                                                      | Iran                                                                       | Mondiali 2022 - 1º turno                                                   | -2                                                                         |                                                                            |
| 25-11-2022                                                                 | Al Khawr                                                                   | Inghilterra                                                                | 0 – 0                                                                      | Stati Uniti                                                                | Mondiali 2022 - 1º turno                                                   | -                                                                          |                                                                            |
| 29-11-2022                                                                 | Al Rayyan                                                                  | Galles                                                                     | 0 – 3                                                                      | Inghilterra                                                                | Mondiali 2022 - 1º turno                                                   | -                                                                          |                                                                            |
| 4-12-2022                                                                  | Al Khor                                                                    | Inghilterra                                                                | 3 – 0                                                                      | Senegal                                                                    | Mondiali 2022 - Ottavi di finale                                           | -                                                                          |                                                                            |
| 10-12-2022                                                                 | Al Khor                                                                    | Inghilterra                                                                | 1 – 2                                                                      | Francia                                                                    | Mondiali 2022 - Quarti di finale                                           | -2                                                                         |                                                                            |
| 23-3-2023                                                                  | Napoli                                                                     | Italia                                                                     | 1 – 2                                                                      | Inghilterra                                                                | Qual. Euro 2024                                                            | -1                                                                         |                                                                            |
| 26-3-2023                                                                  | Londra                                                                     | Inghilterra                                                                | 2 – 0                                                                      | Ucraina                                                                    | Qual. Euro 2024                                                            | -                                                                          |                                                                            |
| 16-6-2023                                                                  | Ta' Qali                                                                   | Malta                                                                      | 0 – 4                                                                      | Inghilterra                                                                | Qual. Euro 2024                                                            | -                                                                          |                                                                            |
| 19-6-2023                                                                  | Manchester                                                                 | Inghilterra                                                                | 7 – 0                                                                      | Macedonia del Nord                                                         | Qual. Euro 2024                                                            | -                                                                          |                                                                            |
| 9-9-2023                                                                   | Breslavia                                                                  | Ucraina                                                                    | 1 – 1                                                                      | Inghilterra                                                                | Qual. Euro 2024                                                            | -1                                                                         |                                                                            |
| 12-9-2023                                                                  | Glasgow                                                                    | Scozia                                                                     | 1 – 3                                                                      | Inghilterra                                                                | Amichevole                                                                 | -1                                                                         |                                                                            |
| 17-10-2023                                                                 | Londra                                                                     | Inghilterra                                                                | 3 – 1                                                                      | Italia                                                                     | Qual. Euro 2024                                                            | -1                                                                         |                                                                            |
| 17-11-2023                                                                 | Londra                                                                     | Inghilterra                                                                | 2 – 0                                                                      | Malta                                                                      | Qual. Euro 2024                                                            | -                                                                          |                                                                            |
| 20-11-2023                                                                 | Skopje                                                                     | Macedonia del Nord                                                         | 1 – 1                                                                      | Inghilterra                                                                | Qual. Euro 2024                                                            | -1                                                                         |                                                                            |
| 23-3-2024                                                                  | Londra                                                                     | Inghilterra                                                                | 0 – 1                                                                      | Brasile                                                                    | Amichevole                                                                 | -1                                                                         |                                                                            |
| 26-3-2024                                                                  | Londra                                                                     | Inghilterra                                                                | 2 – 2                                                                      | Belgio                                                                     | Amichevole                                                                 | -2                                                                         |                                                                            |
| 3-6-2024                                                                   | Newcastle upon Tyne                                                        | Inghilterra                                                                | 3 – 0                                                                      | Bosnia ed Erzegovina                                                       | Amichevole                                                                 | -                                                                          |                                                                            |
| 16-6-2024                                                                  | Gelsenkirchen                                                              | Serbia                                                                     | 0 – 1                                                                      | Inghilterra                                                                | Euro 2024 - 1º turno                                                       | -                                                                          |                                                                            |
| 20-6-2024                                                                  | Francoforte sul Meno                                                       | Danimarca                                                                  | 1 – 1                                                                      | Inghilterra                                                                | Euro 2024 - 1º turno                                                       | -1                                                                         |                                                                            |
| 25-6-2024                                                                  | Colonia                                                                    | Inghilterra                                                                | 0 – 0                                                                      | Slovenia                                                                   | Euro 2024 - 1º turno                                                       | -                                                                          |                                                                            |
| 30-6-2024                                                                  | Gelsenkirchen                                                              | Inghilterra                                                                | 2 – 1 dts                                                                  | Slovacchia                                                                 | Euro 2024 - Ottavi di finale                                               | -1                                                                         |                                                                            |
| 6-7-2024                                                                   | Düsseldorf                                                                 | Inghilterra                                                                | 1 – 1 dts (5 – 3 dtr)                                                      | Svizzera                                                                   | Euro 2024 - Quarti di finale                                               | -1                                                                         |                                                                            |
| 10-7-2024                                                                  | Dortmund                                                                   | Paesi Bassi                                                                | 1 – 2                                                                      | Inghilterra                                                                | Euro 2024 - Semifinale                                                     | -1                                                                         |                                                                            |
| 14-7-2024                                                                  | Berlino                                                                    | Spagna                                                                     | 2 – 1                                                                      | Inghilterra                                                                | Euro 2024 - Finale                                                         | -2                                                                         |                                                                            |
| 7-9-2024                                                                   | Dublino                                                                    | Irlanda                                                                    | 0 – 2                                                                      | Inghilterra                                                                | UEFA Nations League 2024-2025 - 1º turno                                   | -                                                                          |                                                                            |
| 10-9-2024                                                                  | Londra                                                                     | Inghilterra                                                                | 2 – 0                                                                      | Finlandia                                                                  | UEFA Nations League 2024-2025 - 1º turno                                   | -                                                                          |                                                                            |
| 10-10-2024                                                                 | Londra                                                                     | Inghilterra                                                                | 1 – 2                                                                      | Grecia                                                                     | UEFA Nations League 2024-2025 - 1º turno                                   | -2                                                                         |                                                                            |
| 14-11-2024                                                                 | Amarousio                                                                  | Grecia                                                                     | 0 – 3                                                                      | Inghilterra                                                                | UEFA Nations League 2024-2025 - 1º turno                                   | -                                                                          | 27’                                                                        |
| 17-11-2024                                                                 | Londra                                                                     | Inghilterra                                                                | 5 – 0                                                                      | Irlanda                                                                    | UEFA Nations League 2024-2025 - 1º turno                                   | -                                                                          |                                                                            |
| 21-3-2025                                                                  | Londra                                                                     | Inghilterra                                                                | 2 – 0                                                                      | Albania                                                                    | Qual. Mondiali 2026                                                        | -                                                                          |                                                                            |
| 24-3-2025                                                                  | Londra                                                                     | Inghilterra                                                                | 3 – 0                                                                      | Lettonia                                                                   | Qual. Mondiali 2026                                                        | -                                                                          |                                                                            |
| 7-6-2025                                                                   | Cornellà de Llobregat                                                      | Andorra                                                                    | 0 – 1                                                                      | Inghilterra                                                                | Qual. Mondiali 2026                                                        | -                                                                          |                                                                            |
| Totale                                                                     |                                                                            | Presenze                                                                   | 76                                                                         |                                                                            | Reti                                                                       | -53                                                                        |                                                                            |

## Palmarès

### Nazionale
- Torneo di Tolone: 1

2016

### Individuale
- Squadra ideale della fase finale della UEFA Nations League: 1

2018-2019